# Gaunitz
Gaunitz ist ein Ortsteil der Gemeinde Liebschützberg im Landkreis Nordsachsen in Sachsen.

## Geografie und Verkehrsanbindung
Der Ort liegt nordöstlich von Oschatz und nördlich von Terpitz an der Kreisstraße K 8933 und an der K 8934. Westlich des Ortes verläuft die S 30, östlich erhebt sich der 172 m hohe Sandberg.

## Kulturdenkmale
In der Liste der Kulturdenkmale in Liebschützberg sind für Gaunitz zwei Kulturdenkmale aufgeführt.